# Atlas (cançó)
«Atlas» és una cançó de la banda britànica Coldplay inclosa en la banda sonora de la pel·lícula The Hunger Games: Catching Fire (2013). Fou llançada digitalment com a senzill principal de la banda sonora el 6 de setembre de 2013. Aquesta balada fou la primera cançó de Coldplay composta i enregistrada per al cinema, i fou nominada als premis Grammy a la millor cançó escrita per mitjà visual i al Globus d'Or a la millor cançó original.
Després de dos anys de silenci des de la publicació de Mylo Xyloto, Coldplay compongué aquesta cançó específicament per a la pel·lícula The Hunger Games: Catching Fire. Martin, seguidor de la trilogia d'Els jocs de la fam, es mostrà molt entusiasmat i apassionat per col·laborar en la banda sonora de la pel·lícula. El seu director, Francis Lawrence, estigué encantat de comptar amb una banda tan emblemàtica com Coldplay, i molt content del treball que van realitzar per la banda sonora. Es tracta d'una balada tranquil·la presentada per un piano tocat de forma delicada
El mateix dia del llançament del senzill també va aparèixer el videoclip, dirigit per Mario Hugo i amb il·lustracions de Micah Lidberg, que tenia el mateix estil artístic que la pel·lícula.
Va entrar en les llistes de senzills de diversos països però només entrà en el Top 10 d'alguns com Itàlia, Suïssa o els Països Baixos.
A l'octubre de 2013 fou guardonada amb un premi Hollywood Film Awards a la millor cançó de banda sonora. Poc després va rebre una nominació als premis Grammy a la millor cançó escrita per a mitjà visual i també als Globus d'Or a la millor cançó original, però en cap d'aquestes fou guardonada finalment.

## Llista de cançons
| 1. | «Atlas» | 3:56 |